# Amphoe Ratsada
Amphoe Ratsada (thailändisch อำเภอ รัษฎา) ist ein Landkreis (Amphoe – Verwaltungs-Distrikt) im Nordosten der Provinz Trang. Die Provinz Trang liegt in der Südregion von Thailand.

## Geographie
Benachbarte Landkreise und Gebiete sind (von Süden im Uhrzeigersinn): Amphoe Huai Yot in der Provinz Trang sowie die Amphoe Bang Khan und Thung Song der Provinz Nakhon Si Thammarat.

## Geschichte
Ratsada wurde am 1. April 1991 zunächst als Kleinbezirk (King Amphoe) eingerichtet, indem fünf Tambon vom Amphoe Huai Yot abgetrennt wurden.
Am 5. Dezember 1996 bekam Ratsada den vollen Amphoe-Status.

## Verwaltung

### Provinzverwaltung
Amphoe Ratsada ist in fünf Unterbezirke (Tambon) eingeteilt, welche weiter in 50 Dorfgemeinschaften (Muban) unterteilt sind.
| \| Nr. \| Name \| Thai \| Muban \| Einw.[3] \| \| --- \| ----------- \| ------- \| ----- \| -------- \| \| 1. \| Khuan Mao \| ควนเมา \| 15 \| 6.857 \| \| 2. \| Khlong Pang \| คลองปาง \| 09 \| 6.301 \| \| 3. \| Nong Bua \| หนองบัว \| 09 \| 5.116 \| \| 4. \| Nong Prue \| หนองปรือ \| 12 \| 7.314 \| \| 5. \| Khao Phrai \| เขาไพร \| 05 \| 2.901 \| |             |         |       |       |
| Nr. | Name        | Thai    | Muban | Einw. |
| 1. | Khuan Mao   | ควนเมา  | 15    | 6.857 |
| 2. | Khlong Pang | คลองปาง | 09    | 6.301 |
| 3. | Nong Bua    | หนองบัว  | 09    | 5.116 |
| 4. | Nong Prue   | หนองปรือ | 12    | 7.314 |
| 5. | Khao Phrai  | เขาไพร  | 05    | 2.901 |

### Lokalverwaltung
Khlong Pang (เทศบาลตำบลคลองปาง) ist eine Kleinstadt (Thesaban Tambon) im Landkreis, sie besteht aus Teilen des Tambon Khlong Pang.
Außerdem gibt es fünf „Tambon-Verwaltungsorganisationen“ (องค์การบริหารส่วนตำบล – Tambon Administrative Organizations, TAO) für die Tambon oder die Teile von Tambon im Landkreis, die zu keiner Stadt gehören.